# Gustav Gottfried Keil
Gustav Gottfried Keil (* 20. Mai 1836 in Hildesheim; † 6. Januar 1894 in Siegen) war ein deutscher Verwaltungsjurist in Hannover und Westfalen.

## Leben
Keil war der Sohn des Hildesheimer Pastors Johann Heinrich Christian Keil und dessen Frau Louise Amalie Margarethe, geb. Schultzen. Er studierte an der Rheinischen Friedrich-Wilhelms-Universität Bonn Rechtswissenschaft. Seit 1855 war er Inhaber der Fuchsfarben des Corps Palatia Bonn und des Corps Vandalia Heidelberg. 1858 trat er als Auditor in den Staatsdienst des Königreichs Hannover. Als solcher war er in verschiedenen Orten tätig. Im Jahr 1862 wurde er zum Amtsassessor in Aurich ernannt. Ein Jahr später wurde er mit der Verwaltung des Bürgermeisteramtes in Burgdorf beauftragt. Nach der preußischen Annexion Hannovers 1867 wurde er wegen Renitenz gegen die preußischen Behörden des Amtes enthoben, aus Burgdorf ausgewiesen und an die Regierung in Oppeln versetzt. 1869 wechselte er an die Regierung in Königsberg. Kurze Zeit wechselte er nach Liegnitz. Im Jahr 1871 wurde er mit der Verwaltung des Landratsamtes im Kreis Marienburg in der Provinz Preußen beauftragt und ein Jahr später zum Landrat ernannt. Im Jahr 1877 wurde er zunächst kommissarisch mit der Verwaltung des Kreises Siegen beauftragt, ehe er im selben Jahr als erster Nichtadliger offiziell zum Landrat ernannt wurde. 1885 war er Deputierter bei der Preußischen Generalsynode. Er starb mit 57 Jahren.